# Ebegomphus conchinus
Ebegomphus conchinus is een libellensoort uit de familie van de rombouten (Gomphidae), onderorde echte libellen (Anisoptera). De wetenschappelijke naam van de soort is als Cyanogomphus conchinus voor het eerst geldig gepubliceerd in 1916 door E.B. Williamson.